# Distretto di Bealanana
Il distretto di Bealanana è un distretto del Madagascar situato nella regione di Sofia, che ha per capoluogo la città di Bealanana.
La popolazione del distretto è di 135 502 abitanti (censimento 2011).